# Гомельское староство
Гомельское староство (пол. Starostwo Homelskie) — административная единица в составе Речицкого повета Минского воеводства Великого княжества Литовского, провинции Речи Посполитой. Центром Гомельского староства было местечко Гомель.

## История
- В 1535 г. — основал Гомельское староство великий князь Великого княжества Литовского Сигизмунд I Старый.
- В 1541 г. — упомянут в документах ВКЛ гомельский замок «Гомей» (местечко Гомель)[1]. К середине XVI века в Гомельское староство входило 49 селений: 31 «господарское» село принадлежащее королю; 7 — принадлежало местным боярам: Кузьмичи, Вага, Севруки, Рыловичи, Слобода, Волковичи, Волотово; 4 — принадлежало Халецким Василию и Андрею (Чоботовичи, Засовье, Кольскевичи, Чёрные, Хальч); 3 — принадлежали ротмистру Ленскому Криштофу (Присно, Шерстин, Липиничи); 1 — поручнику гомельской роты (Дуровичи); 2 — в церковном владении (Скепно, Плесо)[2]
- В 1560 г. — центр староства Гомель получил собственный герб.
- С 1565 г. — в составе Речицкого повета Минского воеводства. 32 селения под руководством «дзержавца». Отдельными селениями владели местные бояре и шляхта. Селение Пляса принадлежало гомельской Троицкой церкви, а селение Слепка была дарована Виленскому костелу св. Станислава и вошла в состав его имения Стрешин.
- В 1569 г. — на основании Люблинской унии между Великим княжеством Литовским и Польшей вошло в состав вновь образованного федеративного государства Речь Посполитая.
- В 1572 г. — Гомельское староство перешло в собственность Б. Сапеги.
- В 1640 г. — в Гомельское староство входило 40 селений с 202 домами. Оно имело дорогу до Рогачева.
- В 1654—1667 гг. — разруха, бунт и война из-за вторжения казаков под командованием Золотаренко И. Н. и его брата Золотаренко В. Н.[3]
- В 1681 г. — проведён Инвентарь староства, по которому в старостве были сёла: Волковичи, Староселье, Поколюбичи, Бобовичи, Костюковка, Марковичи, Корма, Старые Юрковичи, Добруша, Романовичи, Маркевичи, Утье, Демьяновичи, Березцы, Логуны, Прибытковичи, Озаричи, Белица; слободы Юрковская и Крупецкая[2]
- В начале 1690 г. — судебный процесс о земельных границах. Спорное дело высшего «трибунального» суда ВКЛ. Король Ян Собесский назначил комиссию, во главе которой стал его секретарь Пётр Михал Полтев (Piotr Michal Polttiew) для разграничения Гомельского староства и имения Хальч шляхтичей Халецких.
- В 1772 году — Гомельское староство прекратило юридическое существование после первого раздела Речи Посполитой — территория вошла в состав Российской империи. Административное деление староства было ликвидировано — сформирован Гомельский уезд (1773—1777 гг.).
- В 1775 г. — земли бывшего Гомельского староства Екатерина II подарила в вечное потомственное владение генерал-фельдмаршалу князю П. А. Румянцеву-Задунайскому.
- В 1834—1838 гг. — земли бывшего Гомельского староства и город Гомель приобрёл генерал-фельдмаршал князь Варшавский И. Ф. Паскевич-Эриванский.

## Административное деление
В 1765 году согласно люстрации староство делилось на войтовства, дворы деревни (пол. wieś), называемые ещё как «дымы», «державы» (пол. dzierżawy) и поместья:
- г. Гомель;
- слобода Спасова;
- волость Засожская (за р. Сож) — деревня (весь) Логуновка, д. Шунь (Жгун), д. Крупец Новый, д. Крупец Старый, д. Корма, д. Городня, д. Камень, д. Хороша, д. Перерост, д. Василовка, д. Барщовка, д. Поповка, д. Завидовка, д. Юрковичи Старые, д. Юрковичи Новые, д. Веселовка, д. Усох, д. Березня, д. Миколаевка, д. Нивки, д. Дубровка, д. Дрофеевка, д. Цереховка, д. Иваки Старые, д. Иваки Новые; д. Уць, д. Глибоцкая, д. Марковичи, д. Кравцовка, д. Студзена Вода, д. Логуны Старые, Жабница, Пяшчна, д. Барановка, д. Климовка, д. Пжибытки;
- волость Заипуцка (за р. Ипуть) — д. Добруш, д. Вылев, д. Дземяновиче, д. Берестье, д. Выгодна, д. Круховка, д. Забруже, д. Сцепановка, д. Марынна, д. Ливантова, д. Романовиче;
- волость Пшедсожская (перед р. Сож) — д. Волковиче, д. Залипе, д. Красна, д. Милча, д. Белица, д. Ивановка, д. Рендов, д. Макеевка, д. Бобовичи, д. Жеребна.

## Старостыинаместники
В должности гомельских старост известны:
- в 1572—1582 г. — Богдан Павлович Сапега;
- с 1610—1611 гг. — Андрей Сапега и Павел Стефан Сапега[3];
- с 1635 г. — Александр Служка воевода Минский и его сын Зигмунт Адам Служка;
- Михаил Казимир Радзивилл
- до 1730 г. — Красинский, подканцлер литовский;
- в 1730 г. — князь Михаил Чарторыйский.